# 東京ニューフィルハーモニック管弦楽団
東京ニューフィルハーモニック管弦楽団は、東京都港区に本拠地があるオーケストラである。
1986年に設立。以来オペラ・バレエの公演での演奏のほか、1993年より都内のホールで定期公演を行っている。また、映画音楽やポップスなどの企画コンサートなどを積極的に行っている。